# Antonow (Familienname)
Antonow oder Antonov (weibliche Form Antonowa oder Antonova) ist ein russischer und bulgarischer Familienname.

## Namensträger
- Adalbert Antonow (1909–1942), bulgarischer Politiker
- Alexander Antonow (* 941), deutscher Bauingenieur und Burgenforscher
- Alexander Pawlowitsch Antonow (1898–1962), russischer Schauspieler
- Alexander Stepanowitsch Antonow (1889–1922), russischer Aufständischer
- Alexander Wladimirowitsch Antonow (* 1954), sowjetisch-russischer Kybernetiker und Hochschullehrer
- Alexandra Andrejewna Antonowa (1932–2014), sowjetisch-russische Schriftstellerin und Übersetzerin
- Alexandra Wiktorowna Antonowa (* 1980), russische Leichtathletin
- Alexei Innokentjewitsch Antonow (1896–1962), sowjetischer General
- Anastasia Oberstolz-Antonova (* 1981), italienische Rennrodlerin
- Anatoli Antonow (Ruderer) (* 1934), russischer Ruderer
- Anatoli Iwanowitsch Antonow (* 1955), russischer Politiker und Diplomat
- Andrej Antonau (* 1985), russisch-belarussischer Eishockeyspieler
- Anton Antonowitsch Antonow-Owsejenko (* 1962), russischer Philologe und Hochschullehrer
- Anton Wladimirowitsch Antonow-Owsejenko (1920–2013), russischer Historiker und Dissident
- Dmytro Antonow (* 1996), ukrainischer Fußballspieler
- Ilja Antonov (* 1992), estnischer Fußballspieler
- Irina Alexandrowna Antonowa (1922–2020), russische Kunsthistorikerin
- Jaroslaw Wiktorowitsch Antonow (* 1963), sowjetischer Volleyballspieler
- Jelena Antonowa (Radsportlerin), kasachische Radsportlerin
- Jelena Wolodina-Antonowa (* 1971), kasachische Skiläuferin
- Jelena Anatoljewna Antonowa (* 1974), russische Synchronschwimmerin
- Jelena Petrowna Antonowa (* 1952), sowjetische Ruderin
- Jelena Wadimowna Antonowa (* 1945), sowjetisch-russische Prähistorikerin
- Juri Michailowitsch Antonow (* 1945), russischer Musiker
- Koka Alexandrowna Antonowa (1910–2007), sowjetisch-russische Indologin
- Michail Alexandrowitsch Antonow (* 1986), russischer Radsportler
- Michail Nikolajewitsch Antonow (* 1972), russischer Journalist
- Miroslaw Antonow (* 1986), bulgarischer Fußballspieler
- Natalja Antonowa (* 1995), russische Bahnradsportlerin
- Nikolai Dmitrijewitsch Antonow (1909–1986), russischer Generaloberst, Held der Sowjetunion
- Nikolaj Antonow (* 1968), bulgarischer Leichtathlet
- Oleg Antonov (Volleyballspieler) (* 1988), italienischer Volleyballspieler
- Oleg Konstantinowitsch Antonow (1906–1984), sowjetischer Flugzeugkonstrukteur
- Olena Antonowa (* 1972), ukrainische Diskuswerferin
- Oleksij Antonow (* 1986), ukrainischer Fußballspieler
- Olga Antonowa (* 1960), russische Leichtathletin
- Raitschin Antonow (* 1980), bulgarischer Schwimmer
- Roman Walerjewitsch Antonow (* 1951), russischer Politiker
- Semjon Sergejewitsch Antonow (* 1989), russischer Basketballspieler
- Sergei Antonow (Cellist) (* 1983), russischer Cellist
- Sergei Petrowitsch Antonow (1915–1995), sowjetischer Schriftsteller
- Sergei Wassiljewitsch Antonow, sowjetischer Biathlet
- Sergej Antonow (* 1965), ukrainischer Bogenschütze
- Waltraut Antonov (* 1959), österreichische Politikerin (GRÜNE), Landtagsabgeordnete und Gemeinderätin
- Wiktor Wassiljewitsch Antonow (* 1951), russischer Politiker
- Wladimir Antonow (Schachspieler) (* 1949), bulgarischer Schachspieler
- Wladimir Alexandrowitsch Antonow (* 1975), russischer Bankier und Unternehmer
- Wladimir Alexandrowitsch Antonow-Owsejenko (1883–1938), sowjetischer Militärkommandant und Diplomat
- Wladimir Konstantinowitsch Antonow (1927–1992), sowjetischer Biochemiker
- Wladimir Semjonowitsch Antonow (1909–1993), sowjetischer Militärkommandant
- Wladislaw Jurjewitsch Antonow (* 1966), russischer Boxer
- Wladislaw Nikolajewitsch Antonow (* 1991), russischer Rennrodler
- Wsewolod Wassiljewitsch Antonow-Romanowski (1908–2006), russischer Physiker